# قشر بینایی

در این شکل مسیر خلفی (سبز) و مسیر قدامی (بنفش) نشان داده شده است. منشأ آنها از یک منبع مشترک در قشر بینایی می‌آید.

قشر بینایی ناحیه‌هایی از قشر مغز در لوب پس‌سری است که اطلاعات بینایی را پردازش می‌کنند.

## اندام‌شناسی
مرکز اساسی قشر بینایی در لوب پس سری قرار دارد. ورودی حسی که از چشم‌ها منشأ می‌گیرد از لوب زانویی جانبی در نهنج گذشته و سپس به این قسمت می‌رسد. ناحیه ای از قشر بینایی که ورودی حسی را از لوب زانویی جانبی دریافت می‌کند، قشر بینایی اولیه است که به عنوان ناحیه بینایی 1 (V1)، ناحیه ۱۷ برودمن یا قشر شیاردار نیز شناخته می‌شود. نواحی بیش‌شیاردار مشتملند بر نواحی بینایی ۲، ۳، ۴، و ۵ (همچنین به عنوان V2، V3، V4، و V5، یا ناحیه ۱۸ برودمن و کل ناحیه ۱۹ برودمن نیز شناخته می‌شود).

## ساختار و عملکرد
کورتکس بینایی اطلاعات خود را از هسته زانویی جانبی تالاموس دریافت می‌کند و به ناحیه بینایی اصلی (کورتکس مخطط) می‌فرستد. اطلاعات فضایی دریافتی از این ناحیه نظم و ترتیب خود را حفظ می‌کنند و این کورتکس نقشه برداری رتینوتاپیک اختصاصی دارد که فاکتور درشت نمایی کورتیکال نامیده میشود به گونه ای که هر میلیمتر از کورتکس مخطط مختص به به یک درجه از ۱۸۰ درجه میدان دید می‌باشد. اطلاعات دریافتی از ناحیه لکه زرد شبکیه به دلیل اهمیت بالای آن در تشخیص حساسیت به رنگ و دقت بالای آن در دید مستقیم، در نواحی گسترده تری از قشر بینایی پردازش می‌شوند.
، نورون های نواحی خلفی (ناحیه V1) به محرک های ساده تر واکنش نشان می‌دهند در حالی که نواحی فراتر از آن (مثل V2) به ویژگی های بیشتر محرک مانند رنگ، بافت، طول و عرض محرک، جهت و در مسیر حرکتی اشیا فعال می‌شوند و برخی نواحی عمیق تر بینایی در لوب گیجگاهی زیرین فقط در صورت دیدن محرک های پیچیده فعال میشوند (چهره، حروف الفبا، برخی حرکات دست).
میدان دید دریافتی سلولی، یک ناحیه در فضای دید شخص میباشد که سلول های های فوتورسپتور به آن حساس هستند.
سلول های ناحیه بینایی اصلی (V1) میدان دید کوچکی دارد درحالی که قسمت های بینایی قرار گرفته در جلوی آن (مثل V3, V4) نواحی بزرگ تری از میدان دید را در بر می‌گیرند. 
هر یک از نیمکره‌های مغز شامل یک قشر بینایی هستند. قشر بینایی در نیمکره چپ پیام‌ها را از میدان بینایی سمت راست دریافت می‌کند و قشر بینایی در نیمکره راست پیام‌هایی را از میدان بینایی چپ دریافت می‌کند.

## قضیه مسیرهای دوگانه
قضیه مسیر دوگانه بینایی در بررسی مدل‌های پردازش بینایی و نیز درمان برخی بیماری‌های ادراکی و شناختی بینایی کاربرد دارد. این قضیه، در مقاله‌ای توسط دیوید میلنر و ملوین ای. گودیل در سال ۱۹۹۲ آمده است که استدلال می‌کند که انسان دارای دو مسیر متمایز برای سیستم بینایی است. وقتی اطلاعات بینایی از لوب پس‌سری خارج می‌شوند، دو مسیر اصلی را در مغز دنبال می‌کند:
- مسیر قدامی
- مسیر خلفی

### مسیر قدامی
- بدین جهت قدامی گویند که نزدیک مرکز بدن است.
- به این مسیر، مسیر کیفی نیز می‌گویند.
- مسیری است که به شناسایی اجسام و شناسایی بصری مربوط است.
- چون با گیجگاه مرتبط بوده، با حافظه دائم ارتباطات فراوانی دارد.
- اگر همکلاسی کودکی را ببینیم، این لوب فعال می‌شودو

### مسیر خلفی
- بدین جهت خلفی گویند که دور از مرکز بدن است.
- به این مسیر، مسیر کمی نیز می‌گویند.
- با پردازش فضایی اجسام و مکان‌یابی آنها نسبت به بیننده مربوط می‌شود.
- چون نزدیک لوب آهیانه است، با محاسبات سروکار دارد.
- پردازش جهت و سرعت حرکت[۴][۵]
- مثلاً اگر بخواهیم از روی مانعی بپریم، محاسبات سه بعدی در این ناحیه برای پرش و فرود موفقیت‌آمیز انجام می‌شوند.

## مدل ادراکی/مفهومی
توسط رافتوپولس مورد مطالعه قرار گرفته است.